# Joaquim Agostinho
Joaquim Agostinho OIH (Torres Vedras, 7 de abril de 1943 – Lisboa, 10 de maio de 1984) foi um ciclista português. Morreu depois de dez dias em coma em consequência de uma queda sofrida numa etapa da X Volta ao Algarve.

## Biografia
Joaquim Agostinho começou a praticar ciclismo no Sporting Clube de Portugal, equipa que o descobriu ao treinar perto de Casalinhos de Alfaiata em Torres Vedras, começando a praticar já com 25 anos de idade. Ainda assim, conseguiu evoluir de tal forma que é usualmente referido como o melhor ciclista português de todos os tempos.
A sua carreira internacional começou em 1968, depois de ter sido observado pelo director desportivo francês Jean de Gribaldy. Obteve resultados de destaque na Volta a Espanha, vários dias de amarelo e um segundo lugar final, distando apenas 11 segundos da vitória, e na Volta a França onde terminou duas vezes no pódio e venceu a mítica etapa do Alpe d'Huez.
O seu modo de pedalar era peculiar: por ter aprendido tardiamente (por volta dos 23 anos), e logo em seguida começar treinos mais pesados, sofria constantes quedas. Era bastante desengonçado, o que lhe rendeu o apelido de "Quim Cambalhotas".

### Morte
A 30 de abril de 1984, quando liderava a X Volta ao Algarve, na 5.ª etapa, a 300 metros da linha de chegada, em Quarteira, um cão atravessou-se no seu caminho, o que o fez cair, provocando-lhe um traumatismo craniano. Algum tempo depois afirmou-se que as consequências deste acidente poderiam ser menores se Joaquim usasse capacete. Levantou-se, voltou a montar na bicicleta e terminou a etapa com a ajuda de Benjamim Carvalho e José Amaro, seus colegas de equipa. Recusou inicialmente tratamento hospitalar, mas as dores persistentes na cabeça levaram-no a ingressar no hospital de Loulé, no qual foi constatado, através de um raio-x, uma fratura no osso parietal e o seu estado de saúde se agravou drasticamente. Foi ainda levado para o Hospital de Faro, mas teve de ser transferido de emergência, fazendo 300 quilômetros de ambulância (na altura não havia helicópteros para transporte de doentes em Portugal, nem serviço de neurocirurgia no Algarve), para ser operado no hospital da CUF, em Lisboa. Após dez intervenções cirúrgicas, foi dado clinicamente morto 48 horas depois da queda e permaneceu em coma por dez dias, falecendo no dia 10 de maio de 1984, poucos minutos antes das 11h00 horas. Foi enterrado na sua terra natal.
Em 30 de Julho de 1984 foi agraciado a título póstumo como Oficial da Ordem do Infante D. Henrique.

## Carreira desportiva
Descoberto por Jean de Gribaldy, Joaquim Agostinho competiu como profissional entre 1968 e 1984, passando pelas seguintes equipas: 
- Sporting CP: 1968-1973, 1975 e 1984
- Frimatic - de Gribaldy: 1969-1970
- Hoover: 1971
- Magniflex - de Gribaldy: 1972
- Bic: 1973, 1974
- Teka: 1976, 1977
- Flandria: 1978, 1979
- Puch-Sem-Campagnolo: 1980
- Sem-France Loire: 1981, 1983

Etapas míticas
- Alpe d'Huez (Tour) - 1979
- Cangas de Oniz (Vuelta); San Sebastián (Contra-relógio individual) (Vuelta) - 1974
- Torre (Volta a Portugal) - 1971, 1973
- Penhas da Saúde (Volta a Portugal) - 1970, 1971
- Solothurn Balmberg (Volta à Suíça) - 1972
- Puerto del Léon (Vuelta) - 1972
- Côte de Laffrey (Tour) - 1971
- First plan (Tour) - 1969
- Grammont (Tour) - 1971
- Manse (Tour) - 1972
- Lautaret (Tour) - 1972
- Hundruck (Tour) - 1972
- Oderen (Tour) - 1972
- Lalouvesc (Tour) - 1977
- Croix de Chabouret (Tour) - 1977

Volta a Portugal
- 1968 (2.º lugar)
- 1969 (7.º lugar) (vencedor de 1 etapa)
- 1970 (1.º lugar) (vencedor de 4 etapas)
- 1971 (1.º lugar) (vencedor de 8 etapas)
- 1972 (1.º lugar) (vencedor de 5 etapas)

Volta a França
- 1969 (8.º lugar) (vencedor de 2 etapas)
- 1970 (14.º lugar)
- 1971 (5.º lugar)
- 1972 (8.º lugar)
- 1973 (8.º lugar) (vencedor de 1 etapa)
- 1974 (6.º lugar)
- 1975 (15.º lugar)
- 1977 (13.º lugar)
- 1978 (3.º lugar)
- 1979 (3.º lugar) (vencedor de 1 etapa)
- 1980 (5.º lugar)
- 1983 (11.º lugar)

Volta a Espanha
- 1973 (6.º lugar)
- 1974 (2.º lugar) (vencedor de 2 etapas)
- 1976 (7.º lugar) (vencedor de 1 etapa)
- 1977 (15.º lugar)

Campeonato do Mundo de Estrada
- (1968–?) (16.º lugar)
- (1969–?) (15.º lugar)
- (1972–?) (42.º lugar)
- (1973–?) (20.º lugar)

Campeonato Nacional Estrada
- 6 Campeonatos Nacionais de Estrada (1968–1973)
- 1 Campeonato Nacional de Perseguição Individual (1971)
- 2 Campeonatos Nacionais Contra-relógio por equipas (1968–1969)

## Monumentos e homenagens

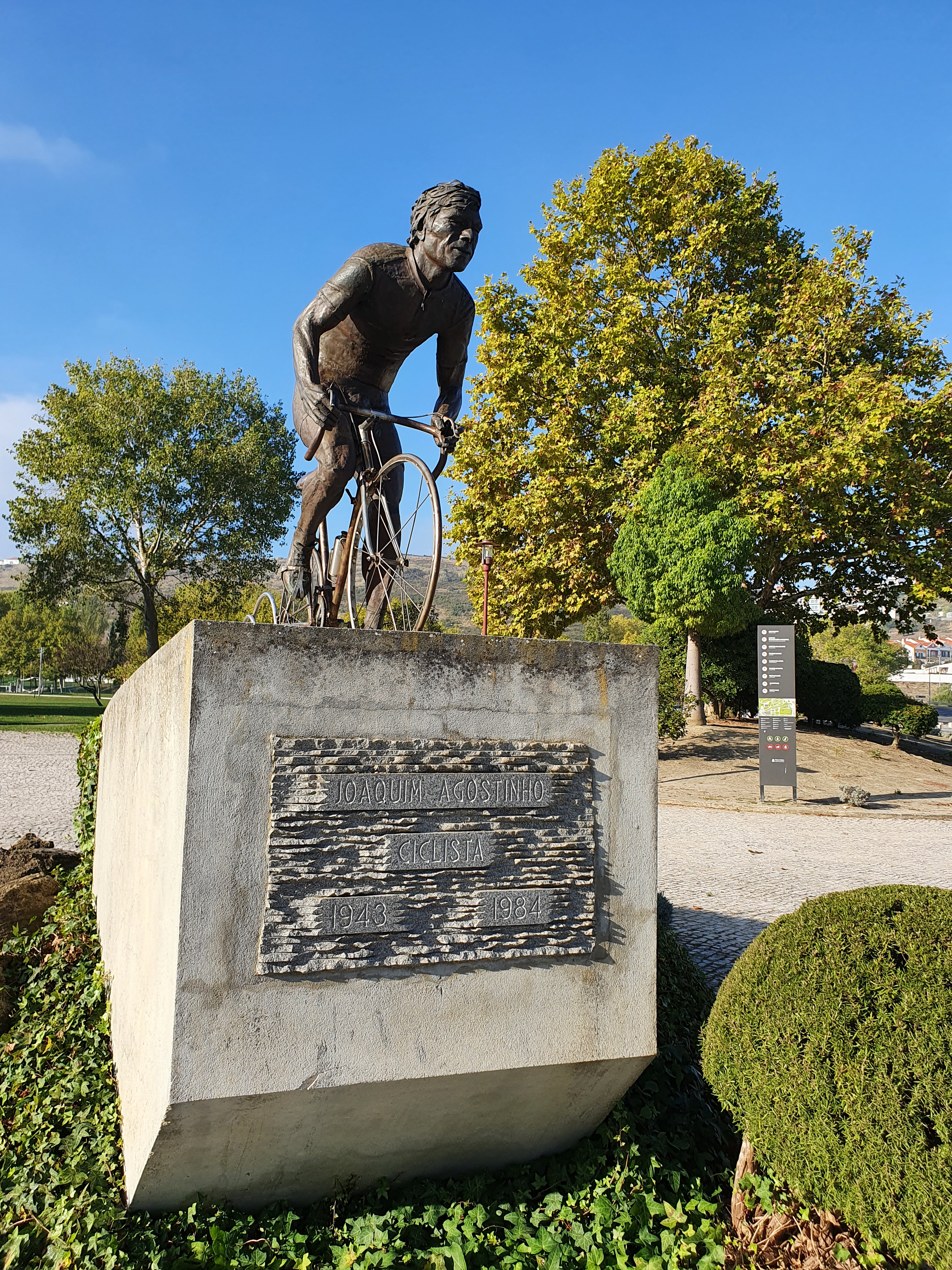
Foi homenageado com uma escultura de Soares Branco, pelo município de Torres Vedras.

- Em Torres Vedras, no topo do Parque Verde da Várzea foi edificado um monumento em homenagem a Joaquim Agostinho.
- No jardim da Silveira também foi construído um monumento em homenagem ao atleta e foi inaugurado a 14 de maio de 1989.
- Também em Silveira, foi dado o nome de Avenida Joaquim Agostinho à avenida onde se localizam a Junta de Freguesia bem como o cemitério onde o ciclista está sepultado.
- À avenida principal de acesso ao centro da Praia de Santa Cruz, com início na rotunda do Parque de Campismo, foi dado o nome de Avenida Joaquim Agostinho.
- Em França, na 14.ª curva do Alpe d'Huez. O busto é em bronze e em alto-relevo, tendo 1,70 m de altura, 70 cm de largura, e pesando 70 kg. Está apoiado num pedestal com três metros de altura, de granito verde. A estátua é comemorativa da sua vitória na mítica etapa com chegada ao Alpe d'Huez, em 1979, ano em que terminou o Tour em terceiro lugar pela segunda vez. Nunca outro ciclista português venceu esta etapa.
- Em Lisboa, tem uma rua com o seu nome, na zona do Lumiar.
- Na Costa de Caparica, tem uma rua com o seu nome, na zona de São João da Caparica.
- Em 2013, o serviço de bikesharing em Torres Vedras foi chamado "Agostinhas" como homenagem ao ciclista
- Em Torres Vedras o Museu Joaquim Agostinho, em homenagem ao ciclista, abriu ao público em 05 de agosto de 2021.

## Prémios
- 10 vezes Ciclista do Ano do CycloLusitano